# Simion Balea
Simion Balea, scris și Balya, (n. 1863, Vișeu de Sus – d. 1939, Sighetu Marmației) a fost un deputat în Marea Adunare Națională de la Alba Iulia, organismul legislativ reprezentativ al „tuturor românilor din Transilvania, Banat și Țara Ungurească”, cel care a adoptat hotărârea privind Unirea Transilvaniei cu România, la 1 decembrie 1918.

## Biografie
A urmat clasele gimnaziale la Liceul Piarist din Sighet, iar mai apoi teologia la Gherla. A fost preot paroh în Săpânța, Maramureș, unde a înființat și școala din sat. A fost delegat al cercului electoral Teceu.
Fiica sa Laura, căsătorită cu Grigore Rițiu, a fost arestată în 1951 și a murit în detenție. Ginerele său a fost Grigore Rițiu (1892-1969), inițiatorul Cimitirului Vesel din Săpânța, deținut politic.